# HD 142574
HD 142574，又名BD+20 3166，SAO 84070、HR 5924，是一颗恒星，视星等为5.44，位于銀經33.84，銀緯47.76，其B1900.0坐标为赤經15h 50m 10.1s，赤緯+20° 47.76′ 15″。